# گورستان روستای زوارق
قبرستان روستای زوارق مربوط به دوران‌های تاریخی پس از اسلام است و در شهرستان بناب، بخش مرکزی، روستای زوارق واقع شده و این اثر در تاریخ ۲۵ اسفند ۱۳۷۹ با شمارهٔ ثبت ۳۰۹۲ به‌عنوان یکی از آثار ملی ایران به ثبت رسیده است.